# Peribatodes corsicaria
Peribatodes corsicaria là một loài bướm đêm trong họ Geometridae.